# Dennis Alcapone
Dennis Alcapone, pseudonimo di Dennis Smith (Clarendon, 6 agosto 1947), è un disc jockey e beatmaker giamaicano, noto per essere uno dei più importanti esponenti del cosiddetto DJ Style.

## Biografia
Ispirato dai sound system che visita in gioventù, di Duke Reid, Clement "Coxsone" Dodd, Prince Buster, e soprattutto quello di King Tubby che collabora con il dj U-Roy, Smith collabora con due amici alla creazione di uno proprio, il El Paso Sound System, inaugurato verso la fine degli anni sessanta.
Con Smith come disc jockey il sound system cresce in popolarità fino a raggiungere il produttore Keith Hudson, che chiede al trio di registrare per lui. Il primo brano è Marker Version, presto seguito da Spanish Amigo, Shades of Hudson, Revelation Version, Maca Version e The Sky's the Limit, tutti registrati nel 1970]. Successivamente Smith lavora con l'etichetta Studio One di Clement "Coxsone" Dodd, è qui che decide di cambiare nome ispirandosi al gangster Al Capone visto in un film. Registra quindi il singolo Nanny Version, che diventa una hit in Giamaica. Il produttore Duke Reid inserisce il dj in una serie di singoli, usciti tutti tra il 1971 e il 1972, Number One Station, The Great Woggie, Teach The Children, e Musical Alphabet; nello stesso periodo lavora anche con un altro importante produttore, Bunny Lee, per il quale registra numerosi singoli tra cui Ripe Cherry e Guns Don't Argue. Nel periodo tra il 1970 e il 1970 pubblica oltre 100 singoli e tre album in studio, per numerosi produttori tra cui Hudson, Dodd, Reid, Bunny Lee, Lee Perry, Joe Gibbs, Prince Buster, Alvin Ranglin, Prince Tony Robinson, J.J. Johnson e Phil Pratt. Alcapone ha sempre avuto uno stile molto personale, che ha influenzato i dj e sing-jay. Il disc jockey Dillinger ha avuto come primo soprannome Young Alcapone, ispirandosi a Dennis, ma lo ha poi cambiato su consiglio del produttore Lee Perry.
Ha anche lavorato come produttore, con artisti come Dennis Brown, Augustus Pablo e Delroy Wilson. Dopo numerosi tour internazionali negli anni '70 Dennis ha scelto Londra come città di residenza. Dopo questa scelta ha ridotto l'impegno musicale, registrando in studio ed esibendosi dal vivo solo occasionalmente.

## Discografia

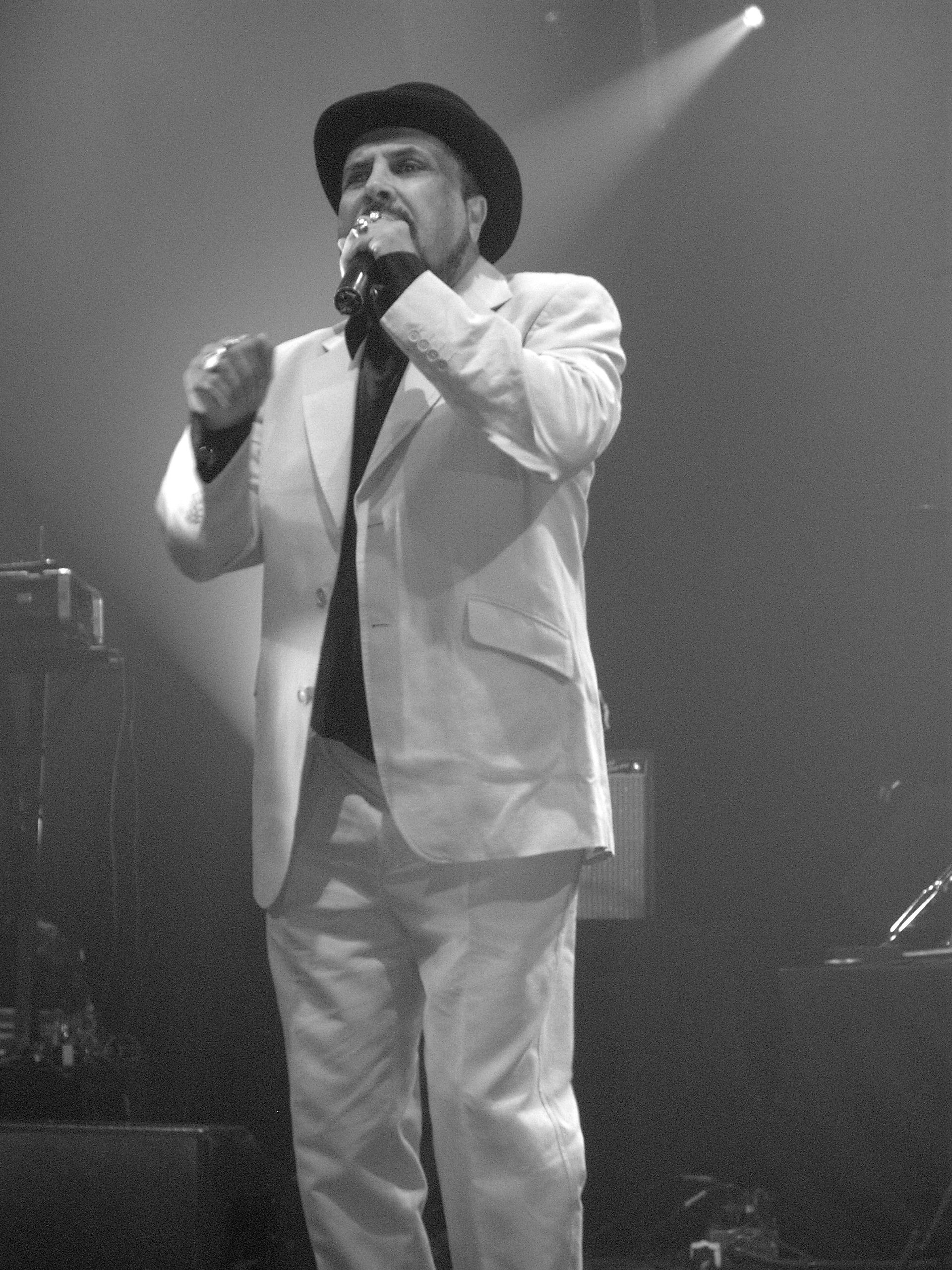
Dennis Alcapone nel 2006

### Album studio
- 1971 – Forever Version (Studio One)
- 1971 – Guns Don't Argue (Attack/Trojan)
- 1973 – Soul to Soul DJ's Choice (Treasure Isle/Trojan)
- 1974 – King Of The Track (Magnet)
- 1974 – Belch It Off (Attack)
- 1976 – Dread Capone (Third World)
- 1977 – Investigator Rock (Third World)
- 1977 – Six Million Dollar Man (Third World)
- 1996 – 21st Century Version Century Version (Ariwa)

### Compilation
- 1989 – My Voice Is Insured For Half A Million Dollars (Trojan)
- 1996 – Babariba Skank